# Frontenac, Minnesota
Frontenac är en ort i Goodhue County i delstaten Minnesota, USA.